# Góra (Tropie)
Góra – część wsi Tropie w Polsce położona w województwie podkarpackim, w powiecie strzyżowskim, w gminie Strzyżów.
W latach 1975–1998 Góra położona była w województwie rzeszowskim.